# Aloés
Aloés socotorino. Goma obtida pelo espessamento do suco das folhas de várias espécies do género Aloë, da família das Liliaceae. Também chamado Azebre ou Azevre. O aloés é nativo das margens meridionais do Mar Vermelho e do Oceano Índico, da Ilha de Socotorá, da Índia e da África Oriental. Nada tem a ver com o linaloés, madeira aromática obtida de várias espécies da Aquilaria, da família das Thymelaceae, oriundas da China, do Sudeste Asiático e da Índia.

## História
De acordo com o geógrafo árabe Edrisi, o aloés e a sua origem na Ilha de Socotorá seriam conhecidos dos gregos desde o século IV a.C. O aloés não é referido por Teofrasto, mas é mencionado na obra de Celso, Dioscórides e Plínio, assim como pelos autores médicos bizantinos e árabes. Durante a Idade Média, a droga era importada pelo Mar Vermelho e Alexandria. Referida por Tomé Pires, Garcia de Orta (1563) e Cristóvão da Costa (1578). No princípio do século XVII, os ingleses já comerciavam directamente a produção do aloés com o monarca da ilha, por vezes em termos de monopólio.